# Luisa Borgia

Escudo de armas de Louis II de la Trémoille.

Escudo de armas antiguo de los Borbón-Busset.

Luisa Borgia y Albret (17 de mayo de 1500-1553) fue una mujer de la nobleza francesa, duquesa de Valentinois, Condesa de Diois y dama de Châlus, título que heredó de su madre, Carlota de Albret. Era la única hija legítima de César Borgia, de su matrimonio con Carlota.

## Familia
Nacida el 17 de mayo de 1500 bajo el nombre de Luisa Borgia y d'Albret de Châtillon-Limoges, comúnmente llamada Luisa Borgia y Albret, fue la única hija de César Borgia, duque de Valentinois y Carlota de Albret. Sus abuelos paternos eran el papa Alejandro VI de la Casa de Borja y Vannozza Cattanei, y su abuelos maternos eran Alano el Grande, señor de Albret, y Francisca de Châtillon-Limoges. Tenía por lo menos once medios hermanos ilegítimos, de las relaciones de su padre con otras mujeres. El 12 de marzo de 1507, su padre fue asesinado en el sitio de Viana encontrándose al servicio de su tío materno, el rey Juan III de Navarra. Luisa por ser su única hija legítima logró por derecho propio (suo jure) el ducado de Valentinois. Su madre actuó como regente hasta su muerte, ocurrida el 11 de marzo de 1514, cuando Luisa estaba a punto de cumplir catorce años. A continuación, sucedió también a su madre por derecho propio (suo jure) como dama de Châlus.

## Matrimonios e hijos
Se casó con su primer marido, Luis II de la Trémoille, gobernador de Borgoña, el 7 de abril de 1517. El mismo que fue asesinado en la batalla de Pavía, el 24 de febrero de 1525, dejándola viuda a la edad de veinticuatro años. Su segundo marido fue Felipe de Borbón, señor de Borbón-Busset, con quien se casó el 3 de febrero de 1530. Formaron su hogar en el Chateau de Busset donde realizaron numerosas reformas, incluyendo una galería cubierta en la planta baja y una galería en el ala este. Felipe y Luisa tuvieron seis hijos:
- Claudio de Borbón, conde de Busset, de Puyagut, y de Châlus (18 de octubre de 1531 - c.1588), se casó con Margarita de La Rochefoucauld.[1]
- Margarita de Borbón (10 de octubre de 1532 - 8 de septiembre de 1591), se casó con Juan de Pierre-Buffière, Barón de Pontarion. El matrimonio no tuvo hijos.[1]
- Enrique de Borbón (1533-7 de marzo de 1534).[1]
- Catalina de Borbón (nacida el 14 de octubre de 1534 y muerta soltera).[1]
- Juan de Borbón, señor de La Motte-Feuilly y de Montet (nacido el 2 de septiembre de 1537), casado con Eucaristía de La Brosse-Morlet.[1]
- Jerónimo de Borbón, señor de Montet (19 de octubre de 1543 - antes de 1619), se casó con Juana de Rollat. El matrimonio no tuvo hijos.[1]

## Muerte
Murió en fecha desconocida en 1553.	 